# Ал-Хиджр
Сура Ал-Хиджр (на арабски: سورة الحجر) е петнадесетата сура от Корана. Съдържа 99 аята. Това е меканска сура и се смята, че е получена от Мохамед малко след 12-а сура (Юсуф) - последната година на Мохамед в Мека. Тя е ранна меканска сура, което означава, че низпославането на Мохамед се случва в рамките на града Мека. Както други сури от този период, тази възхвалява бога.